# Jacques Pommatau
Jacques Pommatau, né le 15 septembre 1932 à Lyon (Rhône), est un instituteur syndicaliste français qui fut notamment secrétaire national du Syndicat national des instituteurs, puis secrétaire général de la Fédération de l'Éducation nationale de 1981 à 1987. Il a été ensuite conseiller d'État en service extraordinaire.

## Biographie

### Une forte tradition familiale
Jacques Pommatau est né de parents eux-mêmes instituteurs et militants. Son grand-père, son père, sa mère, ses oncles, ses tantes ont été également instituteurs. Il effectue sa scolarité élémentaire à Champdor où exercent ses parents, puis la continue au collège de Nantua et au lycée Lalande de Bourg-en-Bresse. Reçu au concours d'entrée à l'école normale de garçons, il en sort en 1953,. Il épouse alors Mauricette Hyaumet, elle-même institutrice.
Militant du Syndicat national des instituteurs (SNI), il devient responsable syndical du SNI du canton de Belley en 1958, est élu conseiller syndical de la section départementale de l’Ain en 1963 et en devient secrétaire départemental en 1965,. En 1968, il participe aux manifestations et aux grèves, suivies par la quasi-totalité des instituteurs de l’Ain, qui ont lieu en mai avec ses amis Roger Poulnard et Jean Colas.

### Le responsable national du SNI, le négociateur «Fonction publique»
En octobre 1970, il abandonne ses responsabilités départementales en raison d'une règle locale de limitation de la durée des mandats. C'est alors qu'André Ouliac le sollicite être candidat au Bureau national du SNI où Jacques Pommatau, sur sa demande, est en position non éligible. Mais le départ de Paulette Crépin, contrainte de quitter le Bureau et le secrétariat national pour raison de santé, conduit à faire rentrer simultanément Jacques Pommatau, premier « non élu », au Bureau national et à son Secrétariat permanent. Jacques et Mauricette Pommatau s'installent alors dans la région parisienne mais conservent des attaches avec leur région d'origine où leurs deux enfants enseigneront à leur tour.
Au secrétariat permanent du SNI, il occupe successivement les postes de responsable « jeunes » (1970-1973), puis de trésorier et responsable du secteur corporatif (1973-1976). Dans cette responsabilité, il prend la suite de Robert Dernelle qui l'avait initié aux dossiers fonction publique et à « ce qu'était une négociations »,. Jacques Pommatau remplace également Robert Dernelle au Bureau fédéral de la Fédération de l'Éducation nationale. Le Bureau fédéral, exécutif de l'organisation, compte alors douze membres dont trois membres du secrétariat permanent du SNI qui sont alors traditionnellement le secrétaire général, le responsable laïque (alors Clément Durand et le responsable corporatif-Fonction publique du syndicat. 
En juillet 1976, le SNI devient SNI-PEGC. Sept ans après la création du statut de professeur d’enseignement général de collège (PEGC), il poursuit une adaptation statutaire qui le conduit, tout en maintenant l’unicité du syndicat, à distinguer deux branches fonctionnelles : premier degré, collèges. Aux côtés du secrétaire général (Guy Georges), le secrétariat national du Syndicat compte deux secrétaires généraux adjoints : Jacques Pommatau pour les écoles, Maurice Piques pour les collèges. Jacques Pommatau conserve spécifiquement la responsabilité du dossier « Fonction publique » au secrétariat national du syndicat,.
Depuis 1973 en effet, il prend part directement à toutes les négociations « Fonction publique » au titre de la  FEN, dont la délégation est traditionnellement menée par le secrétaire général, James Marangé jusqu'en 1974, puis André Henry. À cette période, François Malcourant, responsable revendicatif de la Fédération, et Jacques Pommatau forment un véritable binôme travaillant en pleine confiance. Jacques Pommatau, dans les discussions techniques parfois ardues, se construit une  réputation de négociateur auprès de ses interlocuteurs gouvernementaux, mais également de pédagogue auprès des adhérents en rendant compréhensibles et accessibles les mécanismes parfois complexes des calculs en masse et en niveau qui marquent les négociations salariales dans la Fonction publique. Dans une période où l'inflation est élevée (jusqu'à 14 % au début des années quatre-vingt), la question du pouvoir d'achat est en effet cruciale et les « triangles Pommatau » retraçant graphiquement, en masse et en niveau, les effets conjugués des accords salariaux et de l’inflation sont restés marquants dans le souvenir des militants de l’époque du SNI et de la FEN, à quelque tendance de la FEN qu'ils appartiennent.

### Le secrétaire général de la FEN (1981-1987)
En mai-juin 1981, André Henry, nommé ministre du Temps Libre dans le gouvernement de Pierre Mauroy, abandonne ses fonctions à la FEN. Après un bref intérim de Guy Georges, c'est la candidature de Jacques Pommatau que le SNI-PEGC  propose au secrétariat général de la FEN où il est élu et qu'il occupe jusqu'à sa retraite administrative en septembre 1987. C'est Yannick Simbron, avec lequel il a travaillé au secrétariat permanent du SNI (SNI-PEGC à partir de 1976) qui lui succède.

#### La réforme des statuts de la FEN
Élu dans le contexte nouveau de l’alternance, il tente d’apporter une solution aux tensions qui se développaient entre les courants de pensée dans la FEN au travers d’une modification des structures lors du congrès de la FEN en Avignon (1982) Il s’agit :
1. d’associer de plus près les courants de pensée à la direction de la FEN ;
2. d'offrir à tous les syndicats nationaux un siège au moins dans une instance délibérative trimestrielle (tous ne sont pas représentés à la Commission administrative et ne peuvent alors émettre de vote qu’à l’occasion des congrès bisannuels).
3. de faire participer à sa direction exécutive plus de responsables de syndicats  nationaux de la majorité fédérale, et pas seulement les plus importants[10] ;
4. d'impliquer davantage de militants départementaux dans une structure délibérative où la représentation des courants de pensée était élargie[11].

Dans ce contexte, le congrès national passe à un rythme triennal.
| Nature                               | Avant 1982                                                                 | Depuis 1982                                                                          |
| ------------------------------------ | -------------------------------------------------------------------------- | ------------------------------------------------------------------------------------ |
| Exécutif (homogène)                  | Bureau fédéral 12 membres                                                  | Exécutif fédéral national (EFN) une vingtaine de membres                             |
| Délibératif mensuel (hétérogène)     | Commission administrative (CA) 81 membres syndicats et courants de pensée) | Bureau fédéral national (BFN) 35 membres courants de pensée                          |
| Délibératif trimestriel (hétégogène) | ---                                                                        | Conseil fédéral national (CFN) 130/150 membres 2/3 syndicats, 1/3 courants de pensée |

Cette tentative ne permet pas cependant d'atténuer les tensions internes qui iront croissant jusqu'à la scission intervenue cinq après le départ en retraite de Jacques Pommatau (1987). Avec des adaptations successives, la FEN devenue UNSA éducation conserve cette organisation en EFN, BFN, CFN.

#### Les chantiers de la Fonction publique
Dans ce domaine, où Jacques Pommatau a une réelle expertise, il s'appuie d'abord sur son complice François Malcourant puis, après la retraite de celui-ci en 1983, sur Jean-Paul Roux. C'est donc une direction fédérale particulièrement experte qui négocie la refonte du statut général de la Fonction publique entamée par Anicet Le Pors après mai 1981, alors même que la FEN est la première fédération de fonctionnaires de l'État. Dans la négociation, elle joue un rôle majeur.
Au plan salarial, après de premiers accords, la situation se gâte en 1984 entre le gouvernement et les fédérations de fonctionnaires, notamment la FEN, avec le tournant de la rigueur. Mais au congrès de Lille de 1985, Jacques Pommatau fait approuver par le congrès national de Lille l'accord Fonction publique qui vient d'être conclu. Après l'alternance de 1986, les négociations avec Hervé de Charette tournent court (voir notamment cette vidéo accessible sur le site de l’INA.

#### Les dossiers éducatifs
La plus grande partie du mandat de Jacques Pommatau est marquée par les débats avec les gouvernements de gauche de 1981 à 1986. Aux premières mesures prises par le nouveau pouvoir (créations de milliers de postes), succède la désillusion du combat laïque, dossier pourtant emblématique pour la Fédération que suit Louis Astre, ainsi que l'absence de décision sur le collège malgré le rapport Legrand. Au sein de la FEN, les oppositions entre le SNI-PEGC (qui appartient à la majorité fédérale) et du SNES (dirigé par le courant Unité et action sont extrêmement vives et le gouvernement de gauche choisit de ne pas choisir, ce qui revient à maintenir un statu quo qu'aggrave les décisions prises par René Monory en 1986, après la victoire aux élections législatives qui permet à Jacques Chirac d'accéder à Matignon (première cohabitation).
La FEN, dans cette période, aura joué un rôle majeur dans la création du baccalauréat professionnel en 1985 malgré la très vive opposition du SNES. Mais le retour de la droite au pouvoir ouvre des conflits majeurs : mise en cause des mises à disposition d'enseignants au profit de mouvements complémentaires de l’enseignement public historiquement issus du SNI, arrêt du recrutement des PEGC, création d'un emploi de maître directeur dans les écoles qui donne lieu à une profonde mobilisation. 
À la rentrée 1986, Jacques Pommatau décide d’engager (avec le soutien des diverses organisations associatives de l’éducation nationale) une grande manifestation nationale. Celle-ci a lieu le 23 novembre 1986 et regroupe, selon le journal Le Monde, 200 000 manifestants dans les rues de Paris. Ce 23 novembre constitue la première riposte syndicale à la suite du retour de la droite au pouvoir. Dans la foulée de ce mouvement, les étudiants engagent avec le soutien de la FEN) leur lutte contre le projet de loi Devaquet qui ne sera retiré qu’après la mort tragique de Malik Oussekine.
C’est sous l'impulsion de Jacques Pommatau qu'est lancée la réflexion devant conduire la FEN à se doter au congrès de La Rochelle en février 1988 d'un nouveau projet éducatif, l'École de l'an 2000, qui reprend en profondeur le projet d' École de l’éducation permanente de 1976 dont il conserve les principes. Ce projet éducatif global, dont la coordination est assurée par Jean-Yves Cerfontaine, combine les réflexions sur les structures de l’éducation, les contenus et la formation et les revendications des personnels. 
Malgré une nouvelle méthode de travail tendant à rechercher des synthèses pour un plus large consensus, ce projet est combattu tout au long de son élaboration par les syndicats à direction Unité et action qui y voient une ingérence de la FEN sur leur champ traditionnel de responsabilité, dans une période où, pourtant, se développent les continuités de parcours pour les élèves, étudiants ou apprenants adultes, alors même que Jacques Pommatau, en accord avec Jean-Claude Barbarant, était prêt « à faire de larges concessions en vue d'un texte commun ». 
Élaboré dans la perspective d'une alternance politique en 1988 et pour éviter les illusions et les échecs de la période 1981-1984, il fait l'objet de négociations avec le Parti socialiste et son secrétaire national à l’éducation d'alors, Laurent Fabius, pour préparer les changements à opérer dans le système éducatif.

#### Les contacts intersyndicaux
Sous l’autorité de Jacques Pommatau, la FEN multiplie les contacts avec les organisations syndicales « autonomes » telles que la Fédération autonome des syndicats de Police (FASP) alors dirigée par Bernard Deleplace ou le Syndicat national unifié des impôts. Cette démarche s’inscrit dans une volonté clairement affirmée de chercher des solutions à la division du syndicalisme français Cette démarche, visant à regrouper des forces syndicales autonomes notamment (comme la FEN) depuis le refus de la scission CGT/CGT-FO de 1948. Cette tentative fut violemment attaquée par les minorités dans la FEN qui dénoncèrent une volonté de recomposition syndicale. Partagée par les militants de la majorité, elle ne fut pas conduite à son terme par Yannick Simbron.

#### Les autres responsabilités de Jacques Pommatau pendant ses mandats syndicaux
Au cours de son mandat syndical, Jacques Pommatau a été, de 1973 à 1987, membre du Conseil supérieur de la Fonction publique de l'État. Secrétaire général de la FEN, il a été, jusqu'en 1988, vice-président du Secrétariat professionnel international de l'Enseignement (future composante de l'Internationale de l’éducation). Il a été membre de section au Conseil économique et social et membre du conseil d'administration national de la Mutuelle générale de l'Éducation nationale (MGEN).

### Un retraité actif

#### Après le secrétariat général de la FEN
En 1987, Jacques Pommatau est nommé conseiller d’État en service extraordinaire pour un mandat de quatre ans. Il est affecté à la section des finances où il travailla notamment sur les dossiers statutaires de la Fonction publique. Il exerce également les fonctions de président du comité interministériel des services sociaux de la Fonction publique de l'État. En 1988, à la demande de Michel Rocard, Premier ministre, il préside et anime à la direction générale de la Fonction publique un groupe de travail chargé de rédiger un rapport sur l’accueil des personnes en difficulté dans les services publics.
Dans la même période, il a été secrétaire général du centre Henri-Aigueperse. Il est toujours membre du jury du prix Jean Maitron.
À l'issue de son mandat au Conseil d'État, Jacques Pommatau rentre dans l’Ain. À la demande de ses camarades, il accepte d'exercer, pendant une quinzaine d'années, les fonctions de secrétaire départemental de la Fédération générale des retraités de la Fonction publique.

#### «Au temps de la force tranquille»
Jacques Pommatau s'est toujours refusé à écrire ses souvenirs. Cédant à la pression insistante d'André Henry, son prédécesseur au secrétariat général de la FEN, il accepte de publier un livre d'entretiens réalisés en 2010-2011 avec ce dernier et Guy Putfin : Au temps de la force tranquille… La Fédération de l'Éducation Nationale et la gauche au pouvoir (L'OURS-UNSA Éducation, Paris, 2011).

#### Légion d'honneur
En 1988, sur son contingent « personnel », François Mitterrand décerne la croix de chevalier de la Légion d'honneur à Jacques Pommatau qui venait de quitter le secrétariat général de la FEN. Jacques Pommatau n’avait jamais jugé utile de se faire remettre officiellement cette décoration (et donc d'y être officiellement admis), jugeant que son père, instituteur rural et militant mutualiste et associatif, l’aurait méritée davantage. Vingt-trois ans après, et presque trente ans jour pour jour après l'élection de François Mitterrand à la présidence de la République, Jacques Pommatau accepte d'en recevoir les insignes remis par André Henry.

### Publications
- Jacques Pommatau est l’auteur de nombreux articles et dossiers dans L'École libératrice, hebdomadaire du SNI, entre 1970 et 1981, puis d'éditoriaux dans les publications de la FEN de 1981 à 1987.

- Au temps de la force tranquille… La Fédération de l'Éducation nationale et la gauche au pouvoir', coédité par l’OURS et le Centre Henri-Aigueperse/UNSA éducation, livre d'entretiens avec  André Henry (ancien ministre, ancien secrétaire général de la FEN) et Guy Putfin (OURS éd., Paris, 2011,  (ISBN 978-2-911518-02-7)).

### Autres sources
- L'Enseignement public, revue mensuelle de la FEN.
- Guy Brucy, Histoire de la FEN, Paris, Belin, 2003 (collection : Histoire de l'éducation)  (ISBN 2-7011-3694-6).